# Salva Ferrer
Salvador Ferrer Canals (Martorell, provincia de Barcelona, 21 de enero de 1998), conocido como Salva Ferrer, es un futbolista español que juega como defensa en las filas del C. E. Europa de la Primera Federación.

## Trayectoria
Se formó en las categorías inferiores del Jabac, el R. C. D. Espanyol y el C. F. Martorell, con el que llegó a jugar en el primer equipo. Posteriormente pasó por el C. F. Damm antes de fichar por el Club de Futbol Pobla de Mafumet.
El 7 de octubre de 2018 hizo su debut con el primer equipo del Club Gimnàstic de Tarragona en una empate a uno frente al Cádiz C. F. en la Segunda División. Saltó al terreno de juego en el minuto 85 para sustituir a Roger Figueras. El equipo descendió de categoría y se marchó al Spezia Calcio, con el que consiguió un ascenso a la Serie A en su primera temporada.
El 4 de septiembre de 2023, tras cuatro años en Italia en los que disputó 51 partidos de Serie A, fue cedido al Anorthosis Famagusta de Chipre. Posteriormente regresó al conjunto italiano, que abandonó definitivamente al final de la temporada 2024-25 y volvió a España para jugar en el C. E. Europa.

## Clubes
| Club                          | País   | Año       |
| ----------------------------- | ------ | --------- |
| C. F. Martorell               | España | 2015-2016 |
| C. F. Pobla de Mafumet        | España | 2017-2018 |
| Nàstic de Tarragona           | España | 2018-2019 |
| Spezia Calcio                 | Italia | 2019-2025 |
| Anorthosis Famagusta (cedido) | Chipre | 2023-2024 |
| C. E. Europa                  | España | 2025-     |

## Vida privada
El 23 de noviembre de 2023 anunció que padecía linfoma de Hodgkin.